# Japanische Sumpf-Schwertlilie
Die Japanische Sumpf-Schwertlilie (Iris ensata, Syn.: Iris kaempferi Sieb. ex Lem.) gehört zur Gattung der Schwertlilien (Iris) aus der Familie der Schwertliliengewächse. Diese Art ist in Ostasien beheimatet.

## Beschreibung
Diese Sumpfpflanze ist eine mehrjährige krautige Pflanze, die Wuchshöhen bis zu 100 cm erreicht. Die Pflanzen haben schlanke, dünne und grüne Blätter mit einer erhöhten Mittelrippe. Aus dem Stängel wird oft ein Seitenzweig mit 3 bis 4 Blüten gebildet.
Sie wird gelegentlich als Zierpflanze in Mitteleuropa gepflegt. Sie stellt jedoch hohe Anforderungen an den Gärtner, da sie zum einen kalkempfindlich ist, im Mai bis Juni einen nassen, in Herbst und Winter einen trockenen Standort verlangt.
Die Wildform blüht rotpurpurn, von den mittlerweile aus dieser Pflanze gezüchteten Sorten existieren weiße, rosarote, blaue und violette Farbschläge.

Blüte einer Kulturform

Die Chromosomenzahl beträgt 2n = 24, 40 oder 80.